# Římskokatolická farnost – děkanství Chomutov
Římskokatolická farnost – děkanství Chomutov (lat. Commotovium) je církevní správní jednotka sdružující římské katolíky na území města Chomutov a v jeho okolí. Organizačně spadá do krušnohorského vikariátu, který je jedním z 10 vikariátů litoměřické diecéze. Centrem farnosti je kostel Nanebevzetí Panny Marie v Chomutově.

## Historie farnosti

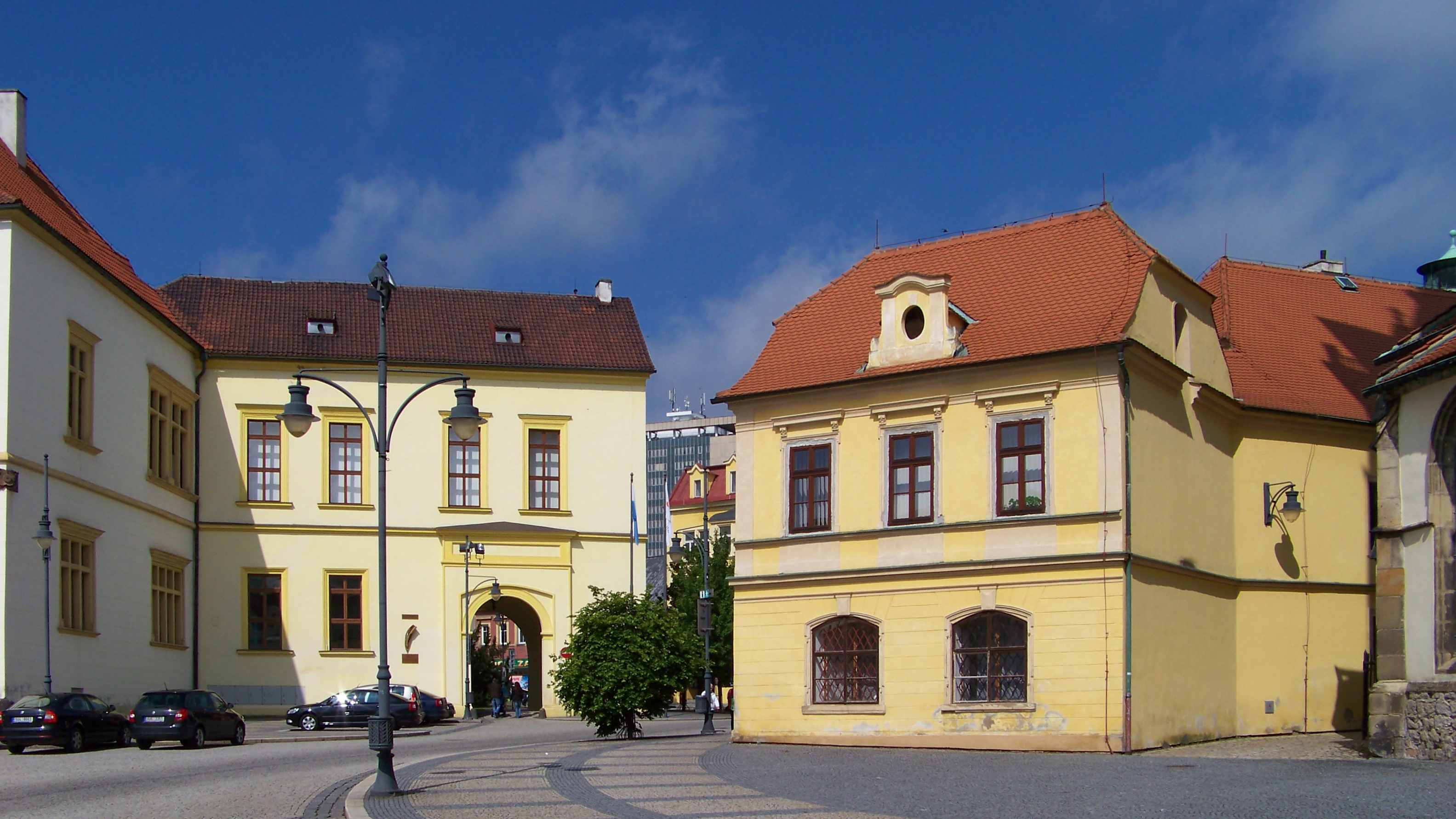
Farní budova chomutovského děkanství (vpravo)

Počátky farnosti jsou datovány do 13. století. Matriky jsou vedeny od roku 1606. Farnost byla povýšena na děkanství.
Děkanství bylo jakožto duchovní centrum zvláště od 50. let 20. století do 31. prosince 2012 středem tzv. chomutovského farního obvodu, z něho byly v různých etapách spravovány okolní farnosti. Před zánikem chomutovského farního obvodu jimi byly farnosti: Březno u Chomutova, Droužkovice, Hora Svatého Šebestiána, Hrušovany u Chomutova, Krbice, Křímov, Místo, Stranná, Údlice-Přečaply, Všestudy, Výsluní a Vysočany.

Od 1. ledna 2013 chomutovské děkanství afilovalo farnosti Křímov, Výsluní, Horu Svatého Šebestiána, Krbice a Místo. Od 3. ledna 2013 chomutovská farnost afilovala farnost Údlice-Přečaply, která mezitím od 1. ledna 2013 stačila afilovat farnosti Březno u Chomutova, Droužkovice, Hrušovany u Chomutova, Strannou, Všestudy a Vysočany. Ve výsledku tedy chomutovské děkanství afilovalo k 3. lednu 2013 celý bývalý chomutovský farní obvod.

### Duchovní správcové vedoucí farnost
Začátek působnosti jmenovaného v duchovní správě farnosti od:
- 1623 Mich. Tott
- 1626 Nicol. Faber
- 1643 Georg. Kleinblatt
- 1662 Jos. Hyacinth. Mayer
- 1685 Laurent. Teubel
- 1689 Georg. Ignat. Geller von Gellersberg
- 1699 Ioann. Ign. Peschka
- 1707 Jos. von Langkisch
- 1710 Georg. Estweiler
- 1716 Jac. Thadd. Rachel
- 1746 Wencesl. Widim
- 1746 Christ. Gottfried
- 1754 Franc. Schwenk
- 1759 Franc. Steph. Graber
- 1766 Joann. Nep. Schwarz
- 1768 Daniel Gros, † 12. 12. 1787
  - 1787–1804? František Xaver Faulhaber, kaplan
- 1789 Car. Janke, † 21. 6. 1794
- 1794 Car. Berger, † 11. 4. 1806
- 1806 Thad. Scharschmid, † 11. 4. 1809
- 1809 dec. vacat, cap. Ign. Michl
- 1813 Ign. Michl, n. 24. 3. 1775 Warnsdorf, o. 31. 8. 1807, † 30. 6. 1851
- 1827 dec. vacat, cap. Leop. Hühnel
- 1828 Franc. Parthen, n. 17. 6. 1784 Kloesterle, o. 24. 8. 1808, † 24. 11. 1830
- 1832 Jos. Herzum, n. 4. 11. 1792 Bilin, o. 15. 8. 1816, † 17. 3. 1872
- 1837 Anton. Ulbrich, n. 6. 6. 1781 Georgswalde, o. 30. 8. 1806, † 5. 8. 1844
- 1845 dec. vacat, admin. interim. Anton. Tichy
- 1846 Franc. Rolegček, n. 11. 4. 1801 Sobotka, o. 27. 8. 1825, † 17. 6. 1869
- 1851 Lud. Leubner, n. 10. 1. 1801 Reichenberg, o. 27. 8. 1825, † 15. 2. 1857
- 1858 Joann. Zumann, n. 24. 5. 1795 Bělens., o. 24. 8. 1819, † 25. 3. 1868
- 1862 dec. vacat, admin. int. Eduard. Hoelzel
- 1863 Anton. Jarisch, n. 23. 9. 1818 Leipa, o. 7. 8. 1842, † 1. 1. 1890
- 1890 Franc. Sendner, n. 23. 1. 1835 Maschau, o. 1. 8. 1859, † 12. 1. 1903
- 1903 dec. vacat, admin. interc. Joann. Schröer
- 1904 Anton. Pieschel, n. 11. 2. 1862 Spansdorf, o. 15. 5. 1886, † 8. 8. 1925
  - 1917–1919 Antonín Grohmann, katecheta[3]
- 1926 dec. vacat, admin. interc. Frid. Wieden
- 1927 Frid. Wieden, n. 5. 5. 1887 Haida, o. 16. 7. 1911, † 19. 12. 1973
- 1. 10. 1930 Car. Hubatschek, n. 22. 4. 1890 Dehlau, o. 5. 7. 1914, † 6. 2. 1962
- 1. 8. 1946 František Hajer
- 1. 8. 1951 Jan Kolář
- 1. 5. 1953 František Kolář
- 15. 6. 1958 Antonín Blaha
- 1. 5. 1969 František Kolář
  - 1. 4. 1979 – 1. 5. 1981 Jozef Piroh, kaplan, n. 18. 6. 1945, o. 3. 7. 1977, † 22. 4. 2012
  - 1981 – 1984 Bohuslav Josef Šprlák O.Praem., kaplan, n. 17. 8. 1951, o. 25. 6. 1976, † 3. 9. 2020
- 1. 9. 1980 Jan Janáč
- 1. 7. 1986 Jan Kozár, děkan
  - 1. 7. 2006 – 14. 4. 2015 Radim Vondráček, farní vikář
  - 15. 4. 2015 – 30. 6. 2017 Pavel Morávek, farní vikář
- 29. 3. 2017 Alois Heger, admin.; od 1. 2. 2004 děkan
  - 1. 7. 2017 Miroslav Dvouletý, výpomocný duchovní
  - 1. 9. 2017 Volodymyr Malskyi, výpomocný duchovní
  - 2. 9. 2018 – 31. 7. 2019 Leo Gallas O.Cr., farní vikář
  - 1. 8. 2019 – 1. 10. 2020 Leopold Slaninka SJ, farní vikář[4]

Kromě kněží stojících v čele farnosti, působili ve farnosti v průběhu její historie i jiní kněží. Většinou pracovali jako farní vikáři, kaplani, katecheté, výpomocní duchovní aj.

### Kněží pocházející z farnosti
- P. Anselm Ultica OSB, n. 12. 5. 1736 Chomutov, prof. 21. 11. 1756, ord. 28. 9. 1762, † 29. 10. 1767 Sloup
- jáhen Augustin Ultica OSB, n. 23. 2. 1749 Chomutov, prof. 8. 11. 1767, † 8. 8. 1772 Břevnov

## Území farnosti
Do farnosti náleží území obcí:
- Bílence (Bielenz)
- Blahuňov (Plassdorf)
- Brančíky (Prezig)
- Březno (Priesen)
- Celná (Zollhaus)
- Černovice (Tschernowitz)
- Denětice (Tenetitz)
- Domina (Domina)
- Droužkovice (Trauschkowitz)
- Holetice (Holletitz)
- Hora Svatého Šebestiána (Sebastiansberg)
- Horní Ves (Oberdorf)
- Hořenec (Horschenz)
- Hrušovany (Hruschowan)
- Chomutov (Komotau)
- Jilmová (Ulmbach)
- Kopeček (Spielhübel)
- Krásná Lípa (Schönlinde)
- Krbice (Gross Körbitz)
- Křimov (Krima)
- Kýšovice (Gaischwitz)
- Lažany (Losan)
- Lideň (Glieden)
- Málkov (Malkau)
- Menhartice (Märzdorf)
- Michanice (Michanitz)
- Místo (Platz)
- Na Špici (Spitz) – místní část Křimova
- Nebovazy (Nokowitz)
- Nezabylice (Neosablitz)
- Nová Ves (Neudorf)
- Okořín (Ukkern)
- Pesvice (Posswitz)
- Pohraniční (Raizenhein)
- Přečaply (Pritschapl)
- Přívlaky (Pröhlig)
- Sobětice (Zobietitz)
- Spořice (Sporitz)
- Stranná (Strahn)
- Stráž (Tschoschl)
- Strážky (Troschig)
- Střezov (Strössau)
- Suchdol (Dornthal)
- Škrle (Skyrl)
- Třebíška (Triebischl)
- Úbočí (Zieberle)
- Údlice (Eidlitz)
- Vičice (Witschitz)
- Voděrady (Wodierad)
- Volyně (Wohlau)
- Všehrdy (Tschern)
- Všestudy (Schössl)
- Výsluní (Sonnenberg)
- Vysočany (Wissotschan)
- Vysoká (Wisset)
- Vysoká Jedle (Hohentann)
- Zálezly (Salesel)
- Zásada u Málkova (Sosau)

## Římskokatolické sakrální stavby na území farnosti
| | Fotografie | Stavba                                  | Místo        | Bohoslužby                          | Zeměpisné souřadnice             | Status          | Číslo kulturní památky           |
| Kostely | Kostely    | Kostely                                 | Kostely      | Kostely                             | Kostely                          | Kostely         | Kostely                          |
| --- | ---------- | --------------------------------------- | ------------ | ----------------------------------- | -------------------------------- | --------------- | -------------------------------- |
| 1. |            | Kostel sv. Bartoloměje                  | Bílence      | bližší informace o bohoslužbách     | 50°25′29″ s. š., 13°30′21″ v. d. | filiální kostel | 52204/5-5948 (Pk•MIS•Sez•Obr•WD) |
| 2. |            | Kostel sv. Petra a Pavla                | Březno       | bližší informace o bohoslužbách     | 50°24′6″ s. š., 13°25′16″ v. d.  | filiální kostel | 14292/5-470 (Pk•MIS•Sez•Obr•WD)  |
| 3. |            | Kostel sv. Barbory                      | Horní Ves    | bližší informace o bohoslužbách     | 50°27′57″ s. š., 13°23′52″ v. d. | filiální kostel | 25002/5-893 (Pk•MIS•Sez•Obr•WD)  |
| 4. |            | Kostel Nanebevzetí Panny Marie          | Chomutov     | bližší informace o bohoslužbách     | 50°27′40″ s. š., 13°25′ v. d.    | farní kostel    | 39801/5-882 (Pk•MIS•Sez•Obr•WD)  |
| 5. |            | Kostel sv. Ignáce                       | Chomutov     | bližší informace o bohoslužbách     | 50°27′36″ s. š., 13°25′9″ v. d.  | filiální kostel | 46891/5-883 (Pk•MIS•Sez•Obr•WD)  |
| 6. |            | Kostel sv. Ducha                        | Chomutov     | bohoslužby koná pravoslavná církev  | 50°27′32″ s. š., 13°25′20″ v. d. | filiální kostel | 31014/5-884 (Pk•MIS•Sez•Obr•WD)  |
| 7. |            | Kostel sv. Kateřiny                     | Chomutov     | bohoslužby příležitostně            | 50°27′38″ s. š., 13°25′2″ v. d.  | filiální kostel | 44115/5-885 (Pk•MIS•Sez•Obr•WD)  |
| 8. |            | Kostel sv. Mikuláše                     | Droužkovice  | bližší informace o bohoslužbách     | 50°25′51″ s. š., 13°25′48″ v. d. | filiální kostel | 29780/5-495 (Pk•MIS•Sez•Obr•WD)  |
| 9. |            | Kostel sv. Anny                         | Křimov       | bližší informace o bohoslužbách     | 50°29′10″ s. š., 13°18′6″ v. d.  | filiální kostel | 31005/5-586 (Pk•MIS•Sez•Obr•WD)  |
| 10. |            | Kostel Nejsvětější Trojice              | Místo        | bližší informace o bohoslužbách     | 50°26′46″ s. š., 13°16′3″ v. d.  | filiální kostel | 32757/5-654 (Pk•MIS•Sez•Obr•WD)  |
| 11. |            | Kostel sv. Matouše                      | Přečaply     | bližší informace o bohoslužbách     | 50°26′ s. š., 13°28′20″ v. d.    | filiální kostel | 22385/5-803 (Pk•MIS•Sez•Obr•WD)  |
| 12. |            | Kostel sv. Bartoloměje                  | Spořice      | bližší informace o bohoslužbách     | 50°26′25″ s. š., 13°23′31″ v. d. | filiální kostel | 33827/5-749 (Pk•MIS•Sez•Obr•WD)  |
| 13. |            | Kostel Nejsvětější Trojice              | Stranná      | bližší informace o bohoslužbách     | 50°22′12″ s. š., 13°27′0″ v. d.  | filiální kostel | —                                |
| 14. |            | Kostel sv. Jakuba Staršího              | Škrle        | bližší informace o bohoslužbách     | 50°24′58″ s. š., 13°32′0″ v. d.  | filiální kostel | 32758/5-443 (Pk•MIS•Sez•Obr•WD)  |
| 15. |            | Kostel Povýšení sv. Kříže               | Údlice       | bližší informace o bohoslužbách     | 50°26′22″ s. š., 13°27′33″ v. d. | filiální kostel | 26425/5-788 (Pk•MIS•Sez•Obr•WD)  |
| 16. |            | Kostel sv. Petra a Pavla                | Volyně       | bližší informace o bohoslužbách     | 50°26′55″ s. š., 13°12′45″ v. d. | filiální kostel | 21212/5-874 (Pk•MIS•Sez•Obr•WD)  |
| 17. |            | Kostel sv. Michaela archanděla          | Všestudy     | bližší informace o bohoslužbách     | 50°27′26″ s. š., 13°30′31″ v. d. | filiální kostel | 31474/5-864 (Pk•MIS•Sez•Obr•WD)  |
| 18. |            | Kostel sv. Václava                      | Výsluní      | bližší informace o bohoslužbách     | 50°27′54″ s. š., 13°14′22″ v. d. | filiální kostel | 49795/5-5842 (Pk•MIS•Sez•Obr•WD) |
| 19. |            | Kostel sv. Václava                      | Vysočany     | bližší informace o bohoslužbách     | 50°23′26″ s. š., 13°31′41″ v. d. | filiální kostel | 21499/5-877 (Pk•MIS•Sez•Obr•WD)  |
| Kaple |            |                                         |              |                                     |                                  |                 |                                  |
| 20. |            | Kaple sv. Šebestiána                    | Chomutov     | bohoslužby příležitostně            |                                  | obecní kaple    | —                                |
| 21. |            | Kaple Panny Marie                       | Chomutov     | bohoslužby příležitostně            | 50°27′59″ s. š., 13°25′23″ v. d. | kaple           | 15692/5-902 (Pk•MIS•Sez•Obr•WD)  |
| 22. |            | Kaple Povýšení sv. Kříže                | Domina       | bližší informace o bohoslužbách     | 50°28′58″ s. š., 13°20′33″ v. d. | kaple           | —                                |
| 23. |            | Kaple sv. Anny                          | Hořenec      | pouť na sv. Annu kolem 23. července | 50°25′20″ s. š., 13°29′0″ v. d.  | obecní kaple    | —                                |
| 24. |            | Kaple sv. Prokopa                       | Lažany       | bližší informace o bohoslužbách     | 50°23′58″ s. š., 13°30′41″ v. d. | obecní kaple    | —                                |
| 25. |            | Kaple sv. Floriána                      | Lideň        | pouť na sv. Floriána                | 50°27′59″ s. š., 13°18′30″ v. d. | obecní kaple    | —                                |
| 26. |            | Kaple sv. Huberta                       | Lideň        | pouť na sv. Huberta                 | 50°27′59″ s. š., 13°18′38″ v. d. | kaple           | —                                |
| 27. |            | Kaple sv. Josefa                        | Málkov       | pouť na sv. Josefa kolem 1. května  | 50°26′44″ s. š., 13°19′59″ v. d. | obecní kaple    | —                                |
| 28. |            | Kaple                                   | Voděrady     | pouť kolem 25. června               | 50°25′19″ s. š., 13°30′55″ v. d. | obecní kaple    | —                                |
| 29. |            | Kaple Panny Marie                       | Vysoká Jedle | bližší informace o bohoslužbách     | 50°27′17″ s. š., 13°15′49″ v. d. | kaple           | —                                |
| Venkovní kříže |            |                                         |              |                                     |                                  |                 |                                  |
| |            | Kříž na východním okraji vesnice        | Hořenec      | prostor osobní úcty 2. Božské osoby | 50°25′17″ s. š., 13°29′9″ v. d.  | krucifix        | —                                |
| |            | Kříž na západním okraji vesnice         | Voděrady     | prostor osobní úcty 2. Božské osoby | 50°25′22″ s. š., 13°30′54″ v. d. | krucifix        | —                                |
| |            | Kříž u kostela Nejsvětější Trojice      | Místo        | prostor osobní úcty 2. Božské osoby | 50°26′46″ s. š., 13°16′3″ v. d.  | krucifix        | 21969/5-580 (Pk•MIS•Sez•Obr•WD)  |
| |            | Kříž u silnice z Lidně do Vysoké        | Lideň        | prostor osobní úcty 2. Božské osoby | 50°27′56″ s. š., 13°18′22″ v. d. | krucifix        | —                                |
| Sochy světců |            |                                         |              |                                     |                                  |                 |                                  |
| |            | Socha sv. Jana Nepomuckého              | Hořenec      | prostor osobní úcty světce          | 50°25′19″ s. š., 13°29′6″ v. d.  | socha           | 46865/5-802 (Pk•MIS•Sez•Obr•WD)  |
| Zaniklé sakrální stavby v období komunistické totality ve 20. století ve farnosti – děkanství Chomutov |            |                                         |              |                                     |                                  |                 |                                  |
| |            | Kaple Panny Marie Bolestné              | Chomutov     |                                     | zbořeno asi v letech 1965–1966   | kaple           | —                                |
| |            | Kaple Neposkvrněného Početí Panny Marie | Michanice    | 50°27′24″ s. š., 13°26′55″ v. d.    | zdevastována v letech 1945–1989  | kaple           | —                                |
| |            | Kostel svatých Andělů strážných         | Vysočany     | 50°23′26″ s. š., 13°31′36″ v. d.    | zbořen v roce 1965               | kostel          | —                                |
| Některé drobné sakrální stavby a pamětihodnosti lze dohledat zde v databázi Drobné sakrální památky Zaniklé sakrální stavby lze dohledat zde v databázi Poškozené a zničené kostely, kaple a synagogy v České republice |            |                                         |              |                                     |                                  |                 |                                  |

Ve farnosti se nacházejí také další drobné sakrální stavby a pamětihodnosti. Historicky se na území farnosti, včetně afilovaných farností, nacházelo větší množství kostelů, kaplí, kapliček a dalších sakrálních objektů. Velká část z nich byla zbořena nebo poškozena v 2. polovině 20. století. S výjimkou Chomutova jsou seznamy těchto objektů na stránkách zaniklých farností.